# Franciscus Aarts
Franciscus Aarts, auch Franciscus Aerts (* vor 1697; † nach 1705) war ein niederländischer Komponist.

## Leben
Franciscus Aarts war 1697 ein zangmeester (Singmeister) in Rotterdam. Im September dieses Jahres ersuchte er in Rotterdam um Erlaubnis, in der städtischen Doele Konzerte geben zu dürfen. Diese Erlaubnis wurde am 3. Oktober 1697 erteilt. Er durfte von da an wochentags zwischen 17 und 19 Uhr in der städtischen Doele Konzerte abhalten. De Doelen ist auch heute noch die Bezeichnung eines Konzert- und Kongressgebäudes in Rotterdam. Aarts war um 1705 Musiek-Meester (Musikmeister) in Amsterdam. Dies geht aus dem Vorwort seines Italiaansch Musiek-Boek hervor.

## Werke (Auswahl)

### Italiaansch Musiek-Boek Over de Liederen van Dirk Raphaelsz Kamphuysen.
Gecomponeert door Franciscus Aarts, Musiek-Meester tot Amsterdam. gedruckt  bei Jan Rieutwersz Amsterdam, 1705 RISM ID: 990000003 OCLC 97019626 Das Vorwort ist mit 10. April 1705 unterzeichnet.
Die Sammlung enthält auf 160 Seiten 155 einstimmige Lieder. Es sind vertonte Gedichte von Dirk Raphaelsz Kamphuysen (* 1568 in Gorinchem, Niederlande; † 1627 in Dokkum, Niederlande).
Robert Eitner schreibt: "In die Zeit der Entstehung dieser Lieder fällt der still vor sich gehende Prozess der Verwandlung der alten Kirchentonarten in die 24 modernen Tonarten. Das Liederbuch gibt einen interessanten Beleg, wie man sich der Verwandlung nur halb bewusst war." Er bezeichnet es auch als ein seltenes Beispiel niederländischer Musik zu Beginn des 18. Jahrhunderts.
- Gy die uyt 'swerelds droom RISM ID: 201002126
- Hon op die gegt gedicht of minne Klachten maakt RISM ID: 201002127
- Tot orolyk leven RISM ID: 201002128